# Dr. Szent-Iványi Sándor Unitárius Gyűjtemény

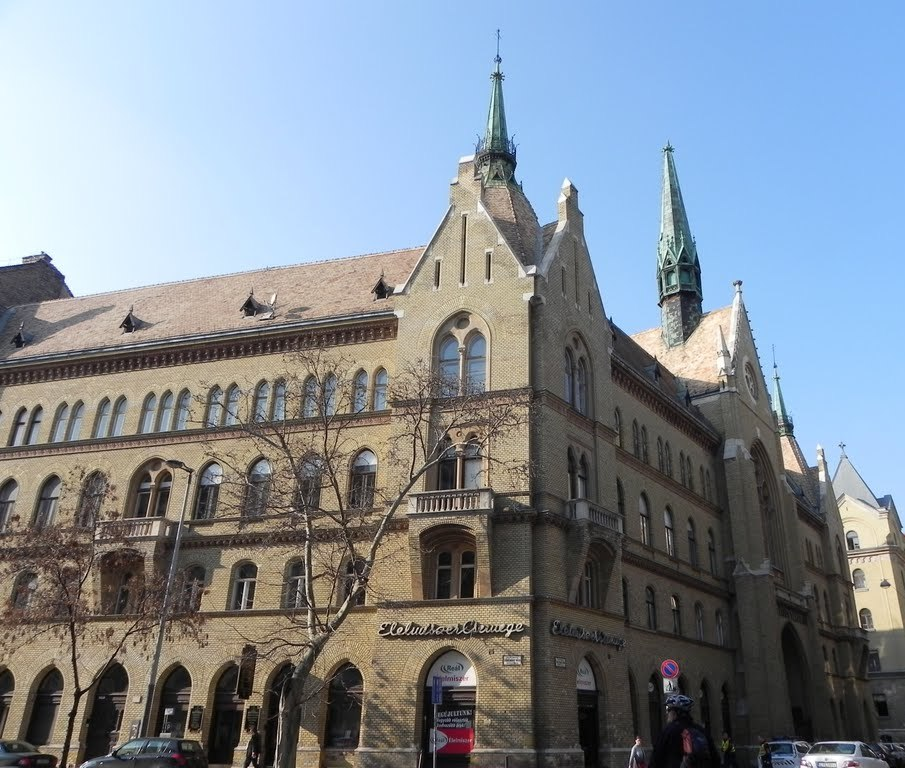
Budapesti Unitárius Egyházi Központ épülete

A dr. Szent-Iványi Sándor Unitárius Gyűjtemény egy nyilvános könyvtár-levéltár, amely a Magyar Unitárius Egyház Magyarországi Egyházkerületének székházában működik, a 1055 Budapest, Nagy Ignác utca 2-4. szám alatti épületében. A Gyűjtemény elődje mint Könyvtár-Levéltár a 19. század végétől eredeztethető.

## A könyvtár rövid története
A könyvtár a Budapesti Unitárius Egyházközség fennállása (1882) óta adományokból és hagyatékokból gyűlt össze. A könyvtár első rendezője és kezelője id. László Gyula régész professzor volt az 1920-as években. A  könyvtár akkor 6000 kötettel rendelkezett, amely azonban a második világháborúban részben megsemmisült.
A 70-es években dr. Kaplayné Shey Ilona fogott neki a könyvtár újjászervezéséhez, miután 1970-ben Ferencz Józsefet megválasztották a Magyarországi Unitárius Egyház első püspökének. Felvették a kapcsolatot az  Országos Széchényi Könyvtárral, katalógust állítottak fel, valamint bekapcsolódtak az állami és fenntartói rendszerbe. 1994-ben az új könyvtáros, Muszka Ibolya irányításával új lendületet vett a könyvtár vezetése. A könyvállomány folyamatos gyarapodásával 1997-ben szükség volt arra, hogy új és önálló helyiséget biztosítsanak a részére.
2000-re ismét 6000 kötetre gyarapodott a könyvtár állománya, a kézi katalógusról átálltak az  elektronikus kialakításra. A könyvtár 2002-ben alapítói okiratban erősítette meg nyilvános jellegét, és folyamatosan bővült az interneten elérhető és olvasható állománya.
2014-ben a könyvtár és a levéltár újabb helyiségekkel bővült. A könyvtár-levéltár az új helyiségekkel együtt új nevet is kapott. Az Egyházkerület vezetősége a dr. Szent-Iványi Sándor Unitárius Gyűjtemény elnevezés mellett döntött, így a 2014. január 16-án tartott megnyitó egyben névadó ünnepség is volt.  Az alkalomra összeállítottak egy kiállítást is Szent-Iványi Sándor életéről és munkásságáról, amelyet Muszka Ibolya, a gyűjtemény vezetője nyitott meg.
A könyvtár tagja az Egyházi Könyvtárak Egyesületének és az informatikai célkitűzéseket kitűző kulturális intézményeket magában foglaló Hungarnet Egyesültnek.

## A levéltár rövid története
A  Magyarországi Unitárius Egyház Levéltára 1971 óta működik nyilvános szaklevéltárként, 1995 óta pedig nyilvános magánlevéltárként. A levéltári iratanyag rendezését is id. László Gyula professzor kezdte meg az 1920-as években, 1953-tól Szász János lelkész tevékenységének köszönhetően az unitárius egyházközségek iratai beépültek a levéltár állományába. A teljes levéltári gyűjtemény a főhatósági irattár és az egyházközségek irattárainak, továbbá hagyatékok, letétek és adományok összegyűjtésével, átvételével alakult ki.
2001 óta a levéltár nemcsak a Budapesten működő egyházközségek iratanyagát őrzi. 2012 óta a Magyar Unitárius Egyház Magyarországi Egyházkerülete minden egyházközségéből bekérte a porosodó régi iratokat, és feldolgozták ezeket. Napjainkra a Levéltár a teljes magyarországi unitáriusság központi levéltáraként (gyűjtőlevéltárként) működik.
A levéltár gyűjtőköre jelenleg a magyarországi unitárius egyházi szervezetek és személyek tevékenysége során keletkezett iratokat foglalja magában.

## A digitális gyűjtemény használata
A digitális gyűjteményben a levéltár fondjaiból digitalizált állományokat helyeztek el, 2024-ben négy mappában, a fondjegyzék szerkezetét követve, darabszinten jelzetelve. Mivel az egyes ügyiratok nincsenek összefűzve, minden oldalt külön kell megnyitni, és csak a jelzet alapján különíthetők el. Ebben segít még a fájlok elnevezése, illetve az iratokon feltüntetett jelzet és lapszám is.